# Centre de premier secours et d'accueil de Lampedusa

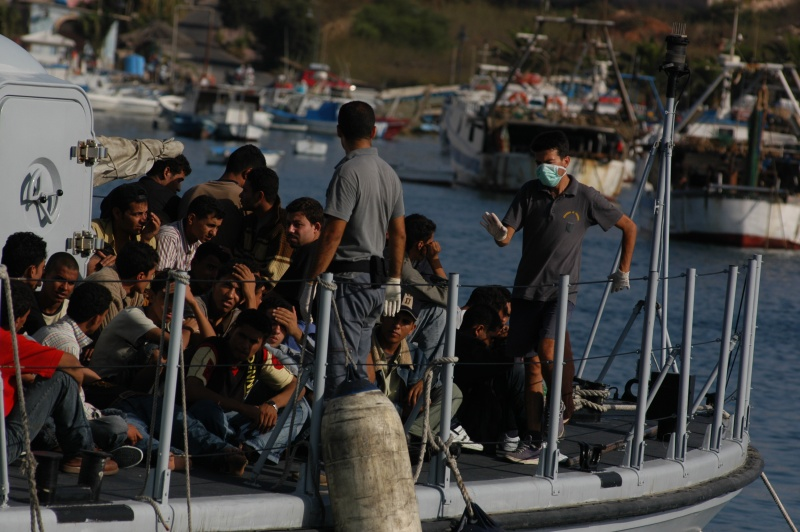
Des migrants débarquant sur l'île de Lampedusa en août 2007

Le centre de premier secours et d'accueil de Lampedusa, ou centre de rétention de Lampedusa, est opérationnel depuis 1998, quand l'île italienne devient le principal point d'entrée en Europe des migrants africains. Prévu pour accueillir 850 personnes, il a servi à en emprisonner jusqu'à 48 000 simultanément, dans des conditions indignes qui ont valu à l'Italie une condamnation par la CEDH en 2011.

## Histoire
Lampedusa est devenue, au début des années 2000, un lieu de transit privilégié pour les migrants d'Afrique, du Proche et du Moyen-Orient qui essayent d'entrer en Europe. En 2004, les gouvernements libyen et italien ont conclu un accord secret obligeant la Libye à accepter les personnes expulsées des territoires italiens, entraînant le retour en masse de nombreuses personnes de Lampedusa vers la Libye entre 2004 et 2005, sans l'accord du Parlement européen. 
En 2006, de nombreux migrants font appel à des passeurs pour les aider à rejoindre Lampedusa par la mer. À leur arrivée, les migrants sont transférés par le gouvernement italien vers des centres d'accueil en Italie continentale. Beaucoup ont ensuite été libérés parce que leurs ordonnances d'expulsion n'avaient pas été exécutées. 
En 2009, le HCR critique le surpeuplement du centre d'accueil de l'île. Le centre, qui avait été construite à l'origine pour une capacité maximale de 850 personnes, héberge alors près de 2 000 réfugiés, la plupart venant du Ghana, du Mali et du Nigeria et travaillant illégalement comme ouvriers agricoles saisonniers. Un nombre important de migrants dorment dehors sous des bâches en plastique. Certains s'échappent en janvier 2009. Un incendie éclate lors d’une émeute de détenus qui fait une soixantaine de blessés le 19 février 2009. 
En 2011, les rébellions du printemps arabe en Tunisie et en Libye entraînent une forte augmentation du nombre de personnes arrivant à Lampedusa,. En mai 2011, plus de 35 000 migrants étaient arrivés sur l'île depuis la Tunisie et la Libye. Fin août, ils étaient 48 000, pour la plupart de jeunes hommes âgés de moins de 30 ans. La situation provoque des divisions au sein de l'UE, le gouvernement français considérant la plupart des arrivants comme des migrants économiques plutôt que comme des réfugiés. L'ambassadeur de Libye en Italie déclare que Kadhafi contrôle l'immigration clandestine pour atteindre ses objectifs: « noircir Lampedusa ». 
En octobre 2013, le centre enferme les survivants du naufrage d'un bateau transportant des migrants d'Érythrée, de Somalie et d'ailleurs, qui a chaviré au large des côtes, faisant au moins 300 morts. La presse qualifie cet incident de désastre maritime à Lampedusa. 
Des images de mauvais traitements infligés aux migrants dans le centre de rétention bondé et insalubre, diffusées à la télévision en Italie en décembre 2013, font scandale; Rome annonce l'évacuation du centre,,. 
En 2015, la Cour européenne des droits de l’Homme condamne l’Italie pour les conditions de rétention sur l’île en 2011: sanitaires et douches sans portes, surpeuplement, couchage à même le sol, rationnement de l'eau courante, isolement,. La Cour a également estimé que la détention était « irrégulière. Dénuée de base légale, les raisons leur en sont restées inconnues et ils n’ont pas pu la contester ».
En 2017, une soixantaine de Tunisiens se mettent en grève de la faim pour protester contre le refoulement et les conditions de leur rétention sur l'île.